# Thuidium faulense
Thuidium faulense là một loài rêu trong họ Thuidiaceae. Loài này được (Reichardt) Reichardt mô tả khoa học đầu tiên năm 1870.